# Ольшево-Ґжимкі
Ольшево-Ґжимкі (пол. Olszewo-Grzymki) — село в Польщі, у гміні Ступськ Млавського повіту Мазовецького воєводства.
Населення — 51 особа (2011).
У 1975-1998 роках село належало до Цехановського воєводства.

## Демографія
Демографічна структура станом на 31 березня 2011 року:
|          | Загалом | Допрацездатний вік | Працездатний вік | Постпрацездатний вік |
| -------- | ------- | ------------------ | ---------------- | -------------------- |
| Чоловіки | 27      | 6                  | 20               | 1                    |
| Жінки    | 24      | 4                  | 14               | 6                    |
| Разом    | 51      | 10                 | 34               | 7                    |